# 24526 Desai
24526 Desai è un asteroide della fascia principale. Scoperto nel 2001, presenta un'orbita caratterizzata da un semiasse maggiore pari a 2,7977493 UA e da un'eccentricità di 0,0516984, inclinata di 7,85757° rispetto all'eclittica.